# Messico ai Giochi della IX Olimpiade
Il Messico partecipò ai Giochi della IX Olimpiade, svoltisi ad Amsterdam, Paesi Bassi, dal 28 luglio al 12 agosto 1928, con una delegazione di 30 atleti impegnati in 6 discipline,
senza aggiudicarsi medaglie.

## Risultati

### Calcio
| Atleta | Classifica |                    |
| --- | --- | ------------------ |
| V · D · M Nazionale messicana · Calcio ai Giochi Olimpici Estivi 1928 P Bonfiglio · P De La Garza · D Garza Gutiérrez · D Guevara · D Ojeda · C L. Cerrilla · C Hernández · C Rojas · C Suinaga · A Carreño · A H. Cerrilla · A Contreras · A Garcés · A López · A Mejía · A Sota · A Terrazas · CT : Rojo de la Vega | 9° |                    |
| Nazionale messicana · Calcio ai Giochi Olimpici Estivi 1928 | |                    |
| P Bonfiglio · P De La Garza · D Garza Gutiérrez · D Guevara · D Ojeda · C L. Cerrilla · C Hernández · C Rojas · C Suinaga · A Carreño · A H. Cerrilla · A Contreras · A Garcés · A López · A Mejía · A Sota · A Terrazas · CT: Rojo de la Vega                                                                        | P Bonfiglio · P De La Garza · D Garza Gutiérrez · D Guevara · D Ojeda · C L. Cerrilla · C Hernández · C Rojas · C Suinaga · A Carreño · A H. Cerrilla · A Contreras · A Garcés · A López · A Mejía · A Sota · A Terrazas · CT: Rojo de la Vega | Messico (bandiera) |